# Ноле (Италия)
Вижте пояснителната страница за други значения на Ноле.
Но̀ле (на италиански: Nole; на пиемонтски: Noli, Ноли) е малък град и община в Метрополен град Торино, регион Пиемонт, Северна Италия. Разположен е на 356 m надморска височина. Към 1 януари 2023 г. населението на общината е 6763 души, от които 375 са чужди граждани.

## География, административно деление и население
Ноле се намира в Долно Канавезе, в подножието на долините Ланцо, на 25 km северозападно от град Торино.
Територията на общината, предимно равнинна, се пресича от потока Стура ди Ланцо, който разделя Ноле от подселището му Грандже, разположено на югозапад. На североизток отвъд потока Бана, на едноименния хълм, се намира подселището му Вауда.
Граничи със следните 8 общиниː Виланова Канавезе, Гросо, Чирие, Сан Карло Канавезе, Робасомеро, Фиано, Рока Канавезе, Корио. Отстои на 20 km от Торино и на 128 km от Милано.
Ноле има следните подселища и местностиː Бана, Каза Дел Падре, Фаверо, Форначе, Грандже, Мадалена, Сан Фриоло.
Към 1 януари 2023 г. населението на общината е 6763 души, от които 375 чужди граждани, сред които преобладават тези на Румъния ̈(133 души). Български граждани липсват.

## Топоним
Ноле се споменава за първи път в документ от 1290 г. като Novolis. Други древни текстове го споменават като "Novulae", "Nollis", "Nolle". Топонимът, според някои учени, води началото си от прилагателното “Novulae”, което на свой ред е остатък от синтагмата “Terrae Novulae”, с намек за въвеждането на култивирането в земи, преди това покрити с гори. Тази хипотеза се подкрепя от атестацията “Nuvola”, която е от XII век.
Според местна традиция името „Ноле“ произлиза от латинския глагол nolle („не желае да се подчини“), за да символизира постоянния протест на жителите срещу Чирие, особено по отношение на плащането на мита и данъци. Според историците обаче името изглежда произлиза от Novulae или Navulae („сечищa сред гората“).

## История
Произходът му е неясен, но археологическите разкопки потвърждават, че съществува още през римско време. След поражението на Римската империя Ноле е покорен от лангобардите, а по-късно и от Меровингите. Той съществува още преди 1000 г.ː в енорийската църква „Сан Винченцо“ по време на реставрационните и ремонтни работи през 1984 г. са открити останките от романска църква от XI век.
През XII век император Фридрих I Барбароса дарява феодалното владение на маркграфа на Монферат.
Първите доказателства за автономна общност могат да бъдат намерени едва през XIV век. Дотогава селището е част от Кастеланство Чирие. Първият писмен документ, в който се споменава църквата, датира от 1312 г., когато тя е енорийска църква на Лирамо – сега изчезнал населен център, разположен между Чирие и Ноле (традицията гласи, че унищожаването на Лирамо е било спасението на Ноле).
От XIV до XVII век Ноле принадлежи на Савойската династия: на Маргарита Савойска – дъщеря на херцог Амадей V и съпруга на маркграфа на Монферат Джовани I, а впоследствие тя предоставя юрисдикция на брат си Аймон. През 1336 г. Маргарита разрешава на жителите на locus Novolarum да построят укрепено селище около църквата, тоест заграждение от стени с ровове, подвижни мостове и желязна спускаща се порта, за защита на хора и стоки от непрекъснат грабеж. От тези защитни съоръжения са запазени част от стените и останките от кулата-порта към Виланова, включени в традиционна конструкция, докато улиците на историческия център ясно подчертават градското оформление на древното укрепено селище. Няколко години след построяването на крепостните стени населението на Ноле е нападнато от ужасна чума.
През следващите векове има многобройни спорове с община Чирие, по-специално за определянето на границите и за използването на вода за напояване на полетата.
От 1420 г. общността на Ноле управлява местната пекарна автономно, без да зависи от местните благородници, а през 1441 г. получава от херцог Лудвиг Савойски позволение за собствен канал, по-късно споделен с Виланова.
През XVI век градът претърпява, подобно на много градове в района на Канавезе, сериозни щети поради многократните войни, които се водят. През 1561 г. херцогът на Савоя окончателно потвърждава (след изплащането на „добри суми“ от жителите на Ноле) привилегиите и освобождаванията от плащане, които населението е придобило с течение на времето. През септември 1578 г. Светата плащеница преминава през Ноле, пренесена от Шамбери в Торино. Между края на XVI и началото на XVII век сериозна чумна епидемия убива жителите на много градове в района на Канавезе, включително и на Ноле.
През 1619 г. територията на Ноле е присъединена към тази на Чирие.
На 30 юли 1705 г., по време на Войната за испанското наследство, Ноле е подложен на голям грабеж от френските войски, насочени към Торино за обсадата на града. По-специално пострадва енорийската църква „Сан Винченцо Мартире“. Впоследствие и до Реставрацията той е част от владенията на Наполеон.
Към средата на XIX век започват да се създават първите фабрики, включително Фабрика „Парадизо“ (кожарска), Пещ „Пероти“, Фабрика „Бендер и Мартини“ (преработка на азбест и еластичен каучук). Всъщност още през XIX до средата на XX век Ноле е известен и с важна и процъфтяваща занаятчийска дейност: производството на дръжки за камшици от дърво, доста разпространено в района; маската на карнавала на Ноле е Foatè („бияч с камшик“). Първият занаятчия в сектора, който по-късно става индустриалец, е Винченцо Фиорито през 1859 г. Индустрията му е активна до 1939 г. Индустриализацията се засилва през първите десетилетия на XX век с компанията Бертолдо за металообработка, Предачната фабрика „Кравиоло“, Националната фабрика „Пици“ и известната тъкачна компания „Маньони и Тедески“. От тези години датира основаването на Нолското работническо дружество, което по-късно се трансформира в Работническо дружество за взаимопомощ, което съществува и до днес.
Много млади хора от Ноле загиват в Първата и Втората световна война. През тези години има и засилена емиграция в търсене на работа, по-специално към Франция, Аржентина и САЩ. След Втората световна война Ноле става свидетел на най-бързото демографско нарастване в историята си. Особено в годините между 1950 г. и 1975 г. броят на къщите, а оттам и на постоянното население се удвоява. Нарастващото търсене на работна ръка благоприятства миграцията от близките алпийски долини и от Северна Италия, което води до постепенно увеличаване на постоянното население, което преминава от 2872 жители в началото на века до 3505 души след Втората световна война.
По време на фашисткото господство Ноле е присъединен към община Виланова, от която се отделя през 1948 г.
На 15 ноември 2006 г. около 22 часа камбанарията на Ноле се срутва, увреждайки сериозно енорийската църква „Сан Винченцо Мартире“. След повече от 4 години реставрация и възстановяване на 22 януари 2011 г. енорийската църква е тържествено отново отворена за богослужение. Новата камбанария е тържествено открита на 25 септември 2021 г.

## Забележителности

### Църковна архитектура

#### Енорийска църква „Свети мъченик Винсент“
Църквата (Parrocchiale di San Vincenzo Martire) се споменава за първи път в документ от 1312 г. Археологическите разкопки от 1984 г. разкриват, че тя вече е съществувала през XI-XII век, макар и много по-малка от сегашната. След различни разширения през 1678 г. е решено да се разруши романската църква и камбанарията, за да се построят нови.
Основни дейности по разширяване и обновяване са предприети между 1900 и 1908 г. с повторна настилка на пода, поставяне на нов олтар, изграждане на баптистерий, премахване на атриума за разширяване на нефа. Други работи са извършени през 1964 г. с декориране с щукатури и нови картини, а през 1984 г. с новия под от камък от Бардже. Фасадата е построена през 1823 г., а порталът е вмъкнат през 1905 г. В горната част на тимпана е мозайката с Успение Богородично, създадена през 1956 г., която е унищожена. В центъра в пет ниши са поставени статуите на Свети Винсент, Свети Вит, Свети Рох, Свети Себастиан и Свети Грат.
 

Сериозното срутване от 2006 г. унищожава част от църквата и органа, който се гордее с над 2000 тръби и е най-големият в цялата долина. Неговият балкон и дървена кутия са произведения на салезианските школи в Сан Бениньо през 1922 г., докато инструментът е построен от фирма „Гандини“ от Варезе същата година. След дълга и внимателна реставрация църквата е отворена отново за богослужение на 22-23 януари 2011 г.

#### Светилище на Свети мъченик Винсент
Светилището (Santuario di San Vito Martire) се намира на около 2 km от центъра на Ноле по посока на потока Стура ди Ланцо. Построено през втората половина на XVI век. Има оброчни рисунки, свидетелстващи за получените благодат, прекрасен дървен олтар от XVIII век и ценни стенописи от XVII век. Използването и притокът на верни в светилището през миналите векове е такъв, че изисква присъствието на човек, който да се грижи за отварянето и почистването. След това са построени две зали за настаняване на Отшелника, наречен така, защото живее на това място далеч от центъра на града.

#### Параклис на Свети Йоан Кръстител
Параклисът (Cappella di San Giovanni Battista) се намира в махала Сан Джовани, подселище Вауда ди Ноле, по протежение на провинциалния път, който се свързва с Рока Канавезе. Всъщност има два параклиса: единият, най-старият, обърнат на юг, е от XVII век и впоследствие разширен през XVIII век; другият, по-голям и по-висок, е построен през 1934 г. Според устната традиция семейството от Корио Мазино започва изграждането му след освобождението от епидемия от антракс; почти по същото време целият интериор е изографисан. При последващи разширения фасадата и апсидата на първия параклис са разрушени.
Двата параклиса създават L-образно оформление, свързано откъм улицата. Старият параклис има правоъгълен план, разделен на две. Конструкцията е от носеща зидария; покривът е двускатен, с дървена конструкция и покривно покритие от керемиди. Фасадата има предна част на хижа с припокриващи се ордери, разделена от формован корниз и ъглови пиластри. В долния ред има централната врата, фланкирана от два малки правоъгълни прозореца; в горния ред има трилистник, увенчан със стенопис със Св. Йоан Кръстител. От лявата страна, над терена, се издига камбанарията с триъгълна основа, в открита зидария. Новият параклис е с правоъгълен план с единична зала, разделена на три полета, с многоъгълна апсида, увенчана с цилиндрични сводове с люнети. Конструкцията е от носеща зидария. Фасадата е разделена вертикално от четири пиластърни ивици в цяла височина с триъгълен увенчаващ фронтон. В центъра на фасадата има мозайка със Св. Йоан Кръстител. Новият параклис е в добро състояние на консервация както вътрешно, така и външно.
Стенописите, наскоро реставрирани, изобразяват на западната стена Свети мъченик Петър, Свети Стефан с камък на главата и Свети Антоний Абат, както и библейска сцена, докато на източната стена има Свети Рох, Свети Бернард от Мантон и Свети апостол Петър и отново коленичилият дарител и неидентифициран светец (може би блаженият Амадей Савойски). Сводът е украсен с листа, листа и цветя.

#### Параклис на Свети Фирмин
През 1793 г. е имало предварително съществуващ параклис като изключителна собственост от махалата. 
Основаването на параклиса (Cappella di San Firmino) води началото си от нуждата на вярващите от селището Рива ди Санта Аполония да имат собствено място за поклонение близо до домовете си. Поради тази причина те отиват при енорийския свещеник на Ноле, дон Антонио Борла, който изпраща молба до архиепископа на Торино. На 24 декември 1807 г. архиепископът дава разрешение, като сочи, че трябва да бъде построен на обществения път и че е добре оборудван със свещени мебели. Така селяните започват строителството през 1809 г. под ръководството на предприемача Карло Андреоли от Мати. Параклисът е осветен заедно с камбаната през 1809 г. След завършването на трезора наличните средства свършват и строежът е спрян. Той се възобновява през 1820 г. На 1 септември 1820 г. архиепископ Киавероти дава на енорийския свещеник на Ноле правото да благослови параклиса и да го посвети на Свети Фермин, празнуван по традиция на третата неделя на октомври. Земята, върху която е построен, е наполовина на община Вауда ди Чирие (днес Сан Карло), и наполовина на Ноле. 
През 1822 г. са назначени двама приори и юрисдикцията на параклиса попада по конвенция на енорийския свещеник на Ноле.
През 1866 г. поради големия наплив от хора на празника, стъпалата и малкия площад са преадаптирани.
В картата на поземления регистър на Рабини от 1863 г. контурът на параклиса се състои от залата и полукръглата апсида. Следователно изграждането на сакристията, разположена от лявата страна на сградата, може да се датира между края на 19 век и първите години на 20 век.
През 1980 фасадата е реставрирана. През 2015 г., след срутване на част от подпорната стена, поради изкопни работи на пътя за полагане на електрически кабели, дворът на църквата е възстановен.

#### Параклис на Свети Грат
Предполага се, че параклисът (Cappella di San Grato) е построен към средата на XVI век. Първите сигурни новини за него датират от 1594 г. Намира се недалеч от енорията, на кръстопътя между улиците „Торино“ и „Девези“. Някога изолиран, той е включен в градската строителна тъкан в края на XVIII век и сега е приложен към съседната сграда. Заема само приземния етаж. Скромен по размери, той има правоъгълен план с едно помещение с кръстат свод. И стените, и сводът са със стенописи. Конструкцията е от носеща зидария; покривът е двускатен, с дървена конструкция и с покритие от керемиди. Фасадата е с прости линии и е обърната на север. Вратата е разположена централно, фланкирана от два правоъгълни прозореца; горният регистър е със запълнени правоъгълни и люнетни отвори. Над вратата остава видим стенописът на медальон върху волути с лика на Свети Грат и част от триъгълен тимпан. Малка камбанария, в открита зидария, надвишава терена и е разположена в ос с фасадата.
Между 1994 г. и 1996 г. откриването на два стенописа от края на XVI век, изобразяващи „Възкресението на Исус“ и „Излагането на Плащеницата“, извеждат тази малка църква в заглавията на вестниците. Изпълнени от неизвестен автор, те се отличават с особена красота и представляват забележително историческо свидетелство. Първият е на тема, рядко изобразявана в района, а вторият е най-старият останал след този на Вораньо (Черес), който изобразява истинско изложение на Плащеницата с епископи и сановници, представящи я на вярващите. На единия стенопис са изобразени Емануил Филиберт Савойски и неговият син Карл Емануил.

#### Параклис на Свети Себастиан
Построен като селски параклис (Cappella di San Sebastiano), днес той се намира в историческия център. Именно поради близостта си до площада и приемливата си вместимост е бил използван за кратки периоди като филиална църква и като училище. От около век окончателно се използва за богослужение.
Строежът му датира от първите двадесет години на XVII век. Има фасада, обърната на север. Има правоъгълен план с единична зала, разделена на два полета, с полукръгли ниши в първия коридор. Залата е вътрешно покрита с прикован цилиндричен свод на първия участък и с прикован павилионен свод на втория. Сградата е със смесена носеща зидана конструкция; покривът е двускатен с дървена конструкция и керемиди. Фасадата е с фронтон и е предшествана от портик. Вратата е поставена в една линия със залата и е фланкирана от два правоъгълни прозореца; над вратата има дъгообразен перваз и полукръгъл отвор. Фасадата е с мазилка и е боядисана, а страничните фасади са с видима зидария.

#### Параклис на Свети Рох
Параклисът (Cappella di San Rocco) е най-старият в Ноле. Датира от XIV век, но впоследствие е разширен, за да достигне сегашната структура през 1830 г. От оригиналната сграда е останала само архитектурата, а стенописите са изгубени. Сградата е изолирана от останалите сгради и има фасада, обърната на изток. Параклисът има правоъгълен план с едно помещение, разделено на четири участъка, с два срещуположни полукръгли параклиса, съответстващи на третия участък. Помещението е покрито с оребрени сводове върху напречни арки на първите два участъка, с кръстат свод на третия и четвъртия участък. Украсена, леко заострена триумфална арка отделя помещението от презвитерия, разположен в четвъртия участък.
Конструкцията е изградена от носеща зидария от камъчета и хоросан, с неравномерни редове тухли; покривът е двускатен с дървена конструкция и керемиди. Фасадата има предна част с двоен наклон, идеално разделена на два реда от фалшива архитектура със стенна декорация. Вратата е поставена на ос с помещението, увенчана е с триъгълен тимпан и е фланкирана от два малки арковидни прозореца; в центъра на фасадата се отваря тривърх прозорец. Фасадата е с мазилка, боядисана в нюанси на охра. Страничните фасади са възстановени в суровото им състояние, подчертавайки текстурата на стените на сградата. Малката камбанария с триъгълна основа и открита тухлена зидария доминира на южния склон. Сградата е в добро състояние както вътрешно, така и външно. В параклиса се съхраняват наскоро реставрирани рисунки от XVII век. Фасадата е изрисувана през 1948 г. от художника Бодойра от Мати.

#### Параклис на Снежната Мадона и на Свети Карл Боромео
Параклисът (Cappella della Madonna della Neve (e S.Carlo)) се намира покрай пътя, който свързва подселището Сан Джовани с Гросо. Параклисът е построен между 1771 и 1773 г., след пастирското посещение на архиепископа на Торино, монсеньор. Франческо Лузерна Роренго ди Рора. През септември 1771 г. той нарежда затварянети на стария параклис на Свети Карл и съветва жителите да го разрушат и да построят нов на по-добро и здравословно място. Селяните продължават с разрушаването на стария параклис, който се намира в центъра на селището, и строят новия в район по-нагоре по течението към Гросо. Параклисът е благословен от ректор Корио на 4 ноември 1773 г., като го посвещава основно на Снежната Мадона и на второ място на Свети Карл Боромео.
Сградата е уединена и е с източно изложение. Тя е със скромни размери и правоъгълен план с една зала, разделена на две полета, увенчани с куполообразни оребрени сводове. Сакристията е разположена от дясната страна на втория участък. Конструкцията е от носеща зидария; покривът е двускатен, с дървена конструкция и покритие от марсилски керемиди. Фасадата е двускатна с ъглови пиластри; долната част е покрита с каменни плочи, а горната част е шпаклована и боядисана. Вратата е разположена на централната ос, фланкирана от два малки правоъгълни прозореца. В центъра има овален отвор, увенчан с рамка със стенопис. Камбанарията се издига от покрива, в предната част на лявата страна на сградата. Има квадратна основа и отворена от всички страни камбанария. Сградата е в добро състояние както вътрешно, така и външно.

#### Параклис на Мадоната на даровете
Типологичният анализ на конструкцията и получените документи отнасят изграждането на параклиса (Cappella della Madonna delle Grazie) към втората половина на XVII век. Той традиционно се смята за частен, а в енорийските доклади винаги се съобщават думите „твърди се, че е частна собственост“, изразявайки с термина „твърди се“ съмнението относно легитимността на такова притежание.
Намира се в района на север от община Ноле, близо до голямата артерия, която свързва Торино с долините Ланцо. Сградата е със самостоятелна конструкция спрямо останалите сгради и е с южна фасада. Има правоъгълен план с единична зала, разделена на две полета, увенчани с цилиндричен свод с гвоздеи; помещението отвъд второто поле се използва като сакристия. Конструкцията на сградата е от носеща тухлена зидария; покривът е двускатен с дървена конструкция и керемиди. Фасадата е с лице, подобно на колиба, ограничено от ъглови пиластри. Посещението на Мария при Света Елисавета е изрисувано в центъра на фасадата. На билото на покрива, централно е разположена малка камбанария върху квадратна основа, с отворена от четирите страни камбанария. Сградата е в добро състояние както вътрешно, така и външно.

#### Параклис на Свети Антоний Падуански
Намира се в центъра на махала Ла Гранджа на подселището Грандже, почти близо до горите на потока Стура.  Сградата е пример за селски параклиси от XVII и XVIII век, построени в селски район на Пиемонт, като се имат предвид строителните и архитектурните характеристики и нейното оформление. Изграждането на параклиса датира от местната традиция.
Сградата е изолирана от останалите сгради, с фасада, обърната на изток. Параклисът, със скромни размери, има правоъгълен план с една зала, разделена на две части, увенчани с цилиндрични сводове, с люнет на първия залив. Конструкцията е от смесена носеща зидария, измазана отвътре и отвън; покривът е двускатен с дървена конструкция и керемиди. Фасадата е с фронтон и ъглови пиластри; вратата е разположена централно, фланкирана от два правоъгълни прозореца. Над вратата има бъбрековиден отвор и фреска, изобразяваща титулярния светец. Камбанарията се издига от наклона на покрива, от предната лява страна на сградата; има триъгълна основа и открита зидария. Параклисът е в добро състояние на консервация.

#### Параклис на Свети апостол Яков
Точната дата на построяването на параклиса (Cappella di S. Giacomo Apostolo) не е известна, но първото доказателство за сградата е това, което се намира на картата на поземления регистър на Рабин от 5 септември 1863 г., където сградата е представена графично и наречена „Сан Джакомо“. Архитектурната структура датира от XVIII век, докато вътрешността на пещерата на Мадоната от Лурд е построена в началото на XX век.
Параклисът се намира на ръба на пътя, който води до махала Фаверо, на запад от подселището Грандже ди Нолe. Сградата стои в изолиран контекст в сравнение с града, с малка горичка зад нея. Скромна по размери, тя има правоъгълен план с една зала, две полета, увенчана с цилиндричен свод. Конструкцията е носеща зидария; покривът е двускатен с дървена конструкция и керемиди. Фасадата, обърната на изток, има да наклона; корниз и триъгълен фронтон ограничават линиите. Вратата е разположена в центъра, оградена от два малки кръгли отвора и увенчана с правоъгълен прозорец. Сградата е в добро състояние.

### Градска архитектура

#### Вила „Пероти“
Вилата (Villa Perotti) представлява чудесен пример за стил Ар нуво в района на Торино. Построена е в края на XIX век от сем. Пероти, собственици на тухлени пещи във Вауда ди Ноле и Сан Карло Канавезе. Сградата се състои от гражданска част в стил Сецесион с изглед към изискана градина и селска постройка с изглед към малък двор. В допълнение към жилищното си предназначение в сградата са се помещавали административните офиси на пещите. Интериорът е включвал и до днес частично запазен фино изрисувани тавани и стени, чийто автор е неизвестен. През 70-те години на XX век комплексът е закупен от Общинската администрация и в момента е дом на различни сдружения.

#### Стар укрепен заслон
От 1338 г. стените на заслона (Antico Ricetto), заобиколени от ров (сегашната "bealera") и оборудвани с подвижни мостове, защитават Ноле. От тях остават руините от кулата на портата, ориентирана към Ланцо. Кулата  се срутва през 50-те години на XX век. До тези стени на града се намира и старинната сграда, в която понастоящем се помещава „Работническото дружество за взаимопомощ“, основано през 1873 г., за да подпомага работниците, регистрирани там.

### Природни зони

#### Природен оазис "I gorèt"
На местен диалект името "gorèt" указва крайречните гори на потока Стура. "Gure" са върбите, които растат спонтанно по тези брегове, от които са получени материалите за направата на кошниците, както и за връзване на лозовите растения към редовете и царевичните кочани към "travà" на къщите за сушене.
„Gorèt“ все още запазва древните пътеки, които навремето водят до бродовете, и „pianche“ – древните дървени пътеки, използвани за пресичане на потока Стура.
Работата по възстановяване на околната среда с начало 1986 г. прави възможно пресъздаването на местообитания, богати на биоразнообразие, в които възобновяващите се води захранват езера, езера и влажни зони, комуникиращи помежду си. По бреговете е възстановена крайречна и хигрофилна растителност с върби, тополи и елши, редуващи се с рогоз и острица. Екосистема, завършена от типичната низинна гора, с дъбове, габъри, ясени, липи и череши. Създадено е идеалното местообитание за гнездене и последващото повторно заселване на орнитофауната, характерна за влажните среди. Обичайно е да се срещат зеленоглави патици, морски кокошки, кралчета, малки гмурци, както и сиви чапли. Разнообразието е много широко и по отношение на местната ихтиофауна.

#### Пътека на фонтаните
Това е защитена зона, интегрирана в SIC Stura di Lanzo (Европейска екологична мрежа Натура 2000). Родена като маршрут, който минава през поредица от точки за спиране, целящи да привлекат вниманието към богато и разнообразно наследство от биологично разнообразие, Пътеката на фонтаните (Sentiero delle Fontane) носи името си от характеристиките на водните извори. Има безброй животински и растителни видове, сред които се откроява Matteuccia Struptiopterix: много рядко разнообразие от папрат, чието име произлиза от листата, които напомнят фигурата на щраусови пера.
Струва си да се спомене големият стълб, поддържащ дървена пътека, използвана в миналото за пресичане на потока Стура и за достигане до Ноле. 
В местност Грандже ди Ноле, близо до Мадалено, е възможно да се влезе в Bosco dei Roveri, където все още е запазен Fontana dei Ghiaieti – извор, използван дълго време от местните перачки.

#### Фосилна гора
Разположена между Ноле и Чирие, Фосилната гора (Foresta Fossile) представлява едно от най-важните палеонтологични свидетелства за региона. В участъка на Ноле от коритото на потока Стура, включен в защитена натуралистична зона, са открити останки от древна гора от "Glyptostrobus" (подобни на секвои), датираща отпреди приблизително 3 милиона години: листа, клонки, семена, прашец, големи стволове в хоризонтално и изправено положение.

#### Плантации на Баголаро
Те се намират в провинцията около домовете и са покривали в миналото голяма част от територията, тъй като са били използвани за производството на камшици – дейност, която характеризира икономиката на района почти век и е подхранвала износа по цял свят до 1930-те г. на ХХ век. Една плантанция се вижда близо до светофара на улица „Чирконвалационе“.

#### Извори
Места, пълни с чар, те представляват една от най-интересните среди на потока Стура. Благодарение на отличното качество на водата те са и острови на биоразнообразието. Сред представените животински видове раците и гребенестият тритон са показатели за добро качество на околната среда.

#### Регионален природен резерват „Вауда“
Създаден през 1993 г. на едноименното плато, той включва голяма площ, осеяна с езера и езера, с брезови и тополови горички и блатиста местност, съставена от пиренови и треви.

## Култура
- Общински музей на парните машини „Инж. Франческо Бозио“ː произхожда от колекцията на инж. Франческо Бозио, дарени от семейство Бозио на Общината и всичките в изправност. В момента се състои от дванадесет части: Пътен локомотив или парен влекач „Ансалдо-Гарет“; Парен пътен валяк „Бреда“; Парен железопътен локомотив; Фиксиран влекач за индустриална фабрика (Франко Този – Леняно); SMI индустриален двигател; Бутална парна помпа;  Задвижващи колела на железопътен локомотив; Унгарски парен локомотив; Военноморски двигател; Парна лебедка; хидравлично турбинно колело „Пелтрон“; Хидравлична турбина „Франсис“ в форсирана камера.
- Градска библиотека

## Образование
- Една държавна детска градина
- Едно държавно начално училище (от 1-ви до 5-и клас вкл.)
- Едно държавно средно училище от първа степен (от 6-и до 8-и клас вкл.)
- Училищата от втора степен (от 9-и до 11-и или 12 клас вкл.) са в Чирие и Ланцо Торинезе

## Спорт
- Общинско игрище за петанк
- Общинско спортно игрищеː минифутбол, тенис
- Общински фитнес

## Побратимени градове
- Шарвийо Шаваньо, Франция